# Herb Wyspy Świętej Heleny

Herb Wyspy Świętej Heleny

Herb Wyspy Świętej Heleny został przyjęty 30 stycznia 1984 roku. 
W górnej części tarczy herbowej umieszczono endemiczną sieweczkę atlantycką (Charadrius sanctaehelenae). W polu dolnym wizerunek trzymasztowej fregaty ze zwiniętymi żaglami i angielską flagą stojącej na kotwicy przy brzegu skalistej wyspy. W pełnej wersji herbu klejnot stanowi wyłaniająca się z korony morskiej postać patronki głównej wyspy terytorium, świętej Heleny. Trzyma ona białą lilię i krzyż. Na dole umieszczone jest wstęga z mottem: Loyal and unshakable (ang. „Lojalna i niewzruszona”).
Żaglowiec zakotwiczony przy dwóch skałach zwanych „Król” i „Królowa” przy wejściu do zatoki Jamestown upamiętnia fakt, że w 1659 roku wyspa stała się posiadłością Brytyjskiej Kompanii Wschodnioindyjskiej.
Osobny herb posiadają Tristan da Cunha oraz Wyspa Wniebowstąpienia, które wraz z Wyspą Świętej Heleny tworzą terytorium Wyspa Świętej Heleny, Wyspa Wniebowstąpienia i Tristan da Cunha.